# 네이브로
네이브로(NeighBro.)는 대한민국의 3인조 음악 그룹이다.

## 구성원
| 이름   | 소개                                                                     |
| ------ | ------------------------------------------------------------------------ |
| 정원보 | - 생년월일 : 1986년 12월 5일(38세) - 활동기간 : 2013년 ~ - 포지션 : 보컬 |
| 주재우 | - 생년월일 : 1991년 10월 4일(33세) - 활동기간 : 2018년 ~ - 포지션 : 보컬 |
| 김성한 | - 생년월일 : 1995년 1월 26일(30세) - 활동기간 : 2018년 ~ - 포지션 : 보컬 |

## 음반
- 《잘 살아》 (2013년)
- 《오늘만 놀아요》 (2014년)
- 《왜 이리 (Waiting)》 (2015년)
- 《사랑에 관한 끄적임 Part 01 : Where Is The Love》 (2015년)
- 《이제서야》 (2015년)
- 《너와 보내는 두번째 크리스마스》 (with 어쿠스틱 콜라보) (2015년)
- 《Different : Difficult》 (2016년)
- 《네 편이야》 (with 김성한 & 주재우) (2017년)
- 《늦은 고백》 (2018년)
- 《너와 비》 (2018년)
- 《돌아온 겨울 돌아올 그때》 (2018년)
- 《Love story》 (2019년)